# 프란시스코 데 오레야나

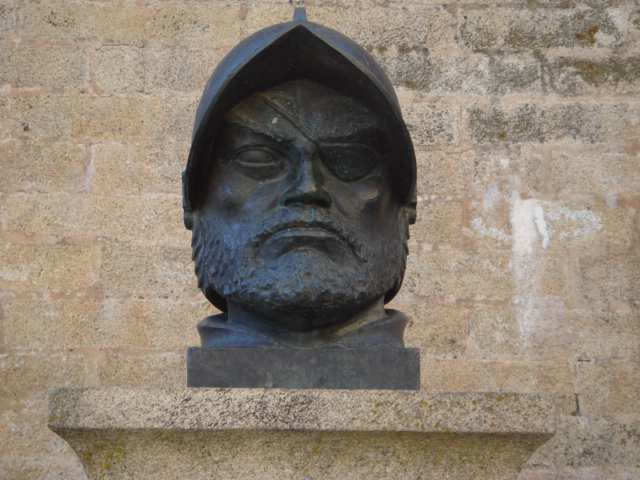
프란시스코 데 오레야나

프란시스코 데 오레야나(스페인어: Francisco de Orellana, 1511년 ~ 1546년 11월)는 스페인의 탐험가, 콩키스타도르이며, 프란시스코 피사로와 함께 잉카 제국의 정복에 참여하였다.
카세레스주의 트루히요 태생으로 니카라과에서 복무했으며, 1533년 피사로의 부대에 들어가 디에고 데 알마그로와 대립하였다. 1535년 포르토비에호를 하사받아 재건에 힘썼으며, 데 알마그로의 몰락 이후인 1537년 훗날 국가 에콰도르가 되는 과야킬을 건설하였다.
1540년 곤살로 피사로가 키토에 총독으로 파견된 이후 피사로를 보좌하며 1541년 엘도라도 발견을 위해 나포강을 따라 동쪽으로 항해하였고, 그 해 12월 지류인 코카강에 이르러 오레야나의 함선은 본대와 분리되었다. 그 뒤 오레야나는 오마과스의 위협에 시달리며 하류를 따라 아마존강 탐험을 이어갔으며, 1542년 6월 네그루강에 도착한 뒤 아마존강에 도달하였다. 이후 피라타푸야에서의 원주민 여성들과의 전투를 통해 이 지역을 그리스 신화에서 유래한 아마존(Amazon)으로 명명했으며, 전투 끝에 8월 파리아만과 트리니다드섬을 거쳐 그 해 9월 베네수엘라의 쿠바과섬에 도착하여 역사상 최초로 아마존강 전체 지역을 탐험하였다.
아마존강의 첫 탐사 이후 오레야나는 새로 발견한 지역을 누에바 안달루시아(Nueva Andalucía)로 명명하고 이 지역의 통치권을 인정받기 위해 스페인으로 향했으며, 1543년 5월부터 9개월에 걸친 카를 5세와의 협상 끝에 1544년 2월 통치권을 인정받았다. 하지만 자금 조달 문제로 항해를 연기하다 계부의 도움에 힘입어 항해를 개시했으나, 승무원 대부분이 카스티야 출신이 아니라는 이유로 산루카르데바라메다에서 당국에 체포되어 구금되었다. 그 뒤 1545년 5월 4척의 배를 이끌고 산루카르데바라메다를 탈출한 뒤 사라졌으며, 카나리아 제도를 거쳐 카보베르데에 도착할 즈음 배 한 척을 잃었다. 이후 대서양을 건너던 도중 배 한 척을 추가로 포기했으며, 1545년 크리스마스 즈음에 아마존강 입구에 도착해 두 그룹으로 나누어 탐험을 개시하였다.
이후 한 그룹은 굶주림에 시달리다 결국 수색을 포기한 채 베네수엘라의 마르가리타섬으로 떠났으며, 오레야나가 포함된 나머지 그룹은 아마존강의 본류를 계속 탐사하다가 원주민의 습격을 받아 상당수가 사망했으며 오레야나 또한 1546년 11월에 세상을 떠났다.
에콰도르의 오레야나주와 주도인 푸에르토프란시스코데오레야나, 페루의 도시인 오레야나는 프란시스코 데 오레야나의 이름에서 유래했으며, 아마존강 또한 과거 오레야나강(Orellana Rive)으로 명명된 바 있다.

오레야나의 제1차 아마존 탐험 진로 (1541년 ~ 1542년) (ext. interactive map)